# Lehte Hainsalu

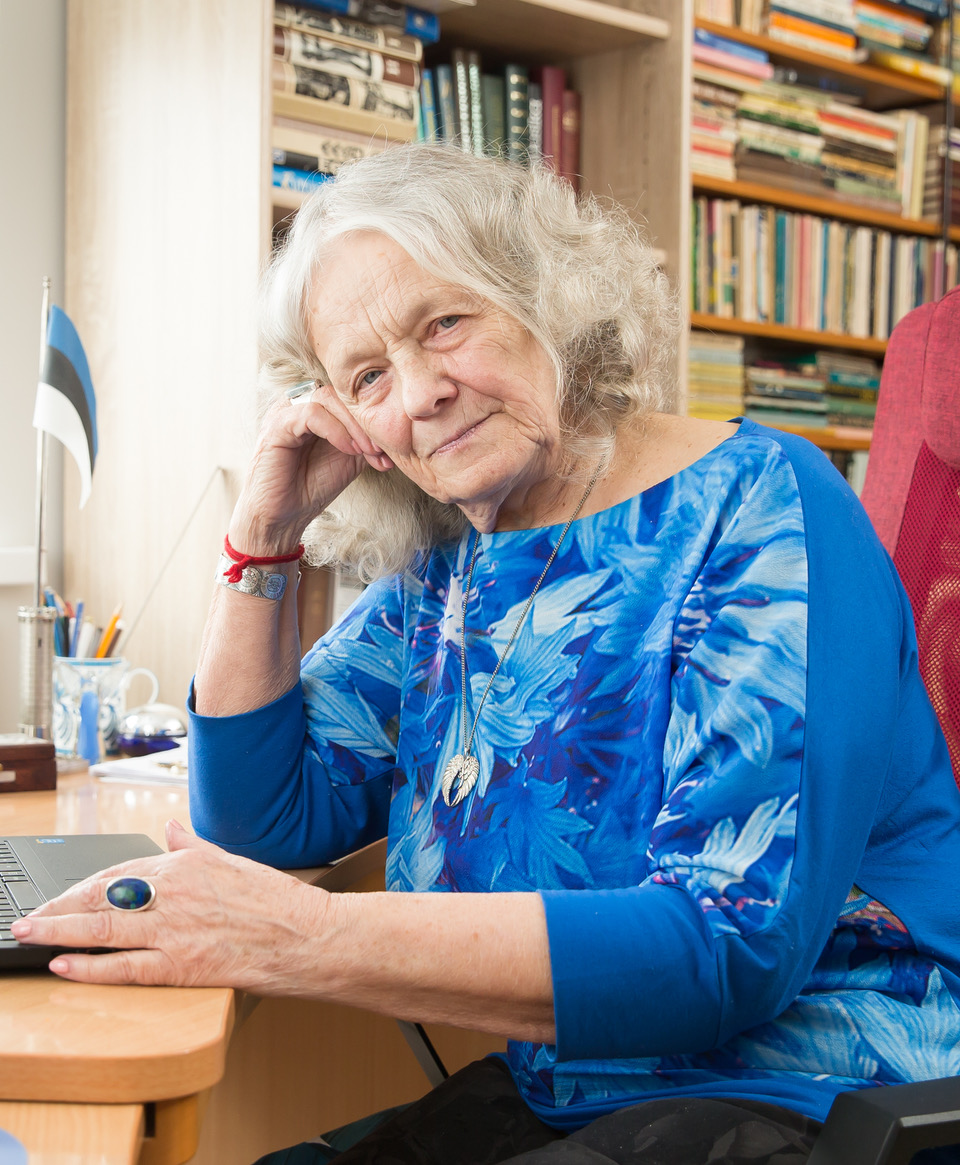
Lehte Hainsalu 2018

Lehte Hainsalu (mit bürgerlichem Namen seit 1959 Sööt, * 31. Oktober 1938 in der Gemeinde Haaslava, Kreis Tartu) ist eine estnische Schriftstellerin.

## Leben
Lehte Hainsalu lebt sein 1941 in Tartu und machte dort 1956 Abitur. Anschließend studierte sie an der Universität Tartu estnische Philologie und schloss 1961 mit dem Diplom ab. Danach arbeitete sie eine Zeitlang in der Redaktion der Tartuer Zeitung Edasi und drei Jahre als Lehrerin an verschiedenen Tartuer Schulen.
Von 1982 bis 1990 war sie Vorsitzende der Tartuer Abteilung des Estnischen Schriftstellerverbandes. In der Phase der Singenden Revolution und der Wiedererlangung der Unabhängigkeit war sie von 1990 bis 1992 Abgeordnete des Obersten Rats von Estland. Von 1993 bis 2003 unterrichtete sie Stilistik an der Theologischen Akademie in Tartu, einer Fachhochschule der Estnischen Evangelisch-Lutherischen Kirche. Außerdem moderierte sie jahrelang populäre Kindersendungen für das Estnische Fernsehen.
Lehte Hainsalu ist seit 1957 Mitglied des Estnischen Schriftstellerverbandes. Sie war eine der Unterzeichnerinnen des Briefs der Vierzig.

## Literarisches Werk
Lehte Hainsalu begann als Elfjährige zu dichten und debütierte 1957 mit einem Gedichtband. Für die damalige estnische Lyrik, die sich gerade erst von den Fesseln des Stalinismus gelöst hatte, waren ihre Gedichte eine erfrischende Bereicherung, aber in der Rückschau wird sie eher als eine der „unauffällige[n] Dichterpersönlichkeiten“ angesehen.
Trotzdem wurde ihre Dichtung, die sich unter anderem an Juhan Sütiste orientierte, sehr gelobt, weswegen sie unmittelbar nach ihrem Debüt als Neunzehnjährige Mitglied des Schriftstellerverbandes wurde, was durchaus unüblich war. Auch ein exilestnischer Kritiker charakterisierte Hainsalu als „eine der begabtesten Beginnerinnen“ jener Zeit. Kennzeichnend für ihre Dichtung sind häufig klassische Formen wie Sonett und Ballade, letzteres zum Beispiel in dem Band Fest der Streitäxte, der die Geschichte Tartus in zehn Gesängen darstellt. Diese Gedichte waren bereits in den 1970er-Jahren verfasst worden, konnten aber wegen offenkundiger Parallelen zu Sowjetzeit erst 1989 veröffentlicht werden. Die Kritik zog hier Vergleiche zum berühmten Totentanz von Bernt Notke.
Lehte Hainsalu hat ebenfalls Reisebeschreibungen und Essays abgefasst und vermischt gelegentlich verschiedene Genres. So ist ihr Buch Glockenhörer (2001), das die estnische Kultur- bzw. Literaturgeschichte behandelt, eine Mischung aus „Belletristik und Journalistik, Memoiren und Essaystik“. Ein anderer Kritiker sah in dem Werk eine literaturhistorische Beschreibung der Entstehung des estnischen Staats.
Schon früh erkannte die Kritik feministische Elemente bei der Autorin. Dies setzt sich auch in ihrer späteren Prosa fort, beispielsweise in dem Roman Hahnenbart (1999), der eine Vergewaltigung im studentischen Milieu behandelt und als „vielschichtiger Opferroman“ bezeichnet worden ist. Große Bekanntheit hat sie im Bereich der Kinderliteratur erlangt, wo sie um die Jahrhundertwende neben Ellen Niit und Heljo Mänd zur anerkannten älteren Generation gehörte.

## Auszeichnungen
- 1983 Eduard-Vilde-Preis
- 1987 Friedebert-Tuglas-Novellenpreis
- 1998 Eduard Vilde-Preis
- 2001 Orden des weißen Sterns (V. Klasse)
- 2002 Orden des Staatswappens (IV. Klasse)
- 2006 Orden des Staatswappens (III. Klasse)
- 2012 Ehrenbürgerin von Tartu

## Bibliografie

### Lyrik und Prosa für Erwachsene, Essayistik etc.
- Sõnajala õis. Värsid 1954-1956 ('Farnblüte. Gedichte 1954-1956'). Tallinn: Eesti Riiklik Kirjastus 1957. 71 S.
- Peeglikillud. Värsid 1957-1959 ('Spiegelsplitter. Gedichte 1957-1959'). Tallinn: Eesti Riiklik Kirjastus 1960. 79 S.
- Rukis loob pead. Luuletused ('Der Roggen blüht'). Tallinn: Eesti Raamat 1966. 88 S.
- Pigilinnu laul. Romaan ('Das Lied des Pechvogels. Roman'). Tallinn: Eesti Raamat 1967. 128 S.
- Siinpool Toone voolamist ('Diesseits des Totenflusses'). Tallinn: Eesti Raamat 1972. 65 S.
- Liivakellas niriseb aeg. Sonette ('In der Sanduhr verrinnt die Zeit. Sonette'). Tallinn: Eesti Raamat 1973. 88 S.
- Põhjavesi. Ballaadid ('Grundwasser. Balladen'). Tallinn: Eesti Raamat 1974. 50 S.
- Luulepuhkusel. Jutustused ('Auf Gedichturlaub. Erzählungen'). Tallinn: Eesti Raamat 1974. 200 S.
- Tere õhtust. Kuidas elate? Publitsistikat ('Guten Abend, wie geht es Ihnen? Publizistisches'). Tallinn: Eesti Raamat 1982. 119 S.
- Tuli tuhkhauas: Seitse värssmuinasjuttu ('Feuer im Aschegrab. Sieben Versmärchen'). Tallinn: Eesti Raamat 1986. 94 S.
- Kes te koormatud olete ('Die ihr beladen seid') Tallinn: Eesti Raamat 1988. 191 S.
- Taprite pidu. Kümme lugulaulu Tartu enneminevikust ('Fest der Streitäxte. Zehn epische Gesänge aus Tartus Vorzeit'). Tallinn: Eesti Raamat 1989. 77 S.
- Pika Hermanniga. 100 luuletust 1991 rida ('Mit dem Langen Hermann. 100 Gedichte 1991 Zeilen'). s. l. s.n. 1994. 150 S.
- Viis minutit enne vihma ('Fünf Minuten vor dem Regen'). Tallinn: Eesti Raamat 1999. 132 S.
- Viis minutit pärast vihma ('Fünf Minuten nach dem Regen'). Tallinn: Eesti Raamat 1999. 124 S.
- Kukelokuti ('Hahnenbart'). Tallinn: Virgela 1999. 170 S.
- Kellakuuljad ('Glockenhörer'). Tallinn: Eesti Raamat 2001. 488 S.
- Sul on teine ('Du hast einen anderen'). Tallinn: Eesti Raamat 2003. 158 S.
- Lapsed lennand tuulde. Valitud luuletused ('Kinder in den Wind geflogen. Ausgewählte Gedichte'). Tallinn: Eesti Raamat 2003. 351 S.
- Mineviku tulevik ('Die Zukunft der Vergangenheit'). Tartu: Alex 2008. 63 S.
- Kolmkõla ehk 3 kõla ('Dreiklang oder 3 Klänge'). Tallinn: Eesti Raamat 2008. 158 S.
- Maximini. Maksimaalselt minimaalne ('Maximini. Maximal minimal'). Tallinn: Eesti Raamat 2009. 208 S.
- Mitme tule vahel ('Zwischen vielen Feuern'). Tartu: 20. Augusti klubi 2011. 703 S.
- Vastamata kõne ('Unerwidertes Gespräch'). Tallinn: Eesti Raamat 2011. 109 S.
- Ilma ääre peal ('Am Rand der Welt'). Tallinn: Eesti Raamat 2013. 95 S.
- Maailm möödub ('Die Welt geht vorbei'). Tallinn: Eesti Keele Sihtasutus 2014. 63 S.

### Kinder- und Jugendliteratur
- Kui ma ükskord ('Wenn ich einmal'). Tallinn: Eesti Raamat 1971. 23 S.
- 10 kooki ('10 Kuchen'). Tallinn: Eesti Raamat 1972. 17 S.
- Suur vend Mati ja väike õde Kati ('Der große Bruder Mati und die kleine Schwester Kati'). Tallinn: Eesti Raamat 1973. 48 S.
- Anned ja Marid ('Die Annes und die Maris'). Tallinn: Eesti Raamat 1974. 24 S.
- Laps tahab klassi kammitsaist lahti ('Das Kind will sich aus den Fesseln der Klasse lösen'). Tallinn: Eesti Raamat 1984. 40 S.
- Vanasõnamäng ('Sprichwortspiel'). Tallinn: Tiritamm 1992. 32 S.
- Ega sina ometi kärnkonna karda? ('Du hast doch wohl keine Angst vor eine Kröte?'). Tallinn: Eesti Raamat 1994. 30 S.
- Pikkurilli ('Pikkurillil'). Tartu: Ilmamaa 1994. 46 S.
- Nõiamaja ('Das Hexenhaus'). Tartu: Elmatar 1995. 8 S.
- Sõnalinnriik ('Wortstadtreich'). Tallinn: Guldeng 1997. 46 S.
- Jette ('Jette'). Tallinn: Kupar 1997. 40 S.
- Pimmi ('Pimmi'). Tallinn: Varrak 1998. 31 S.
- Seitse mütskest ('Sieben Mützchen'). Tallinn: Varrak 1999. 48 S.
- Kool on koolon ('Die Schule ist ein Doppelpunkt'). Tartu: Elmatar 2003. 174 S.
- Päikseplika ('Das Sonnenmädchen'). Tartu: Elmatar 2003. 23 S.
- Väike hiiglane ('Der kleine Riese'). Tallinn: Maalehe Raamat 2003. 80 S.
- Lemmiko, vanema poeg ('Lemmiko, der Häuptlingssohn'). Tallinn: Maalehe Raamat 2005. 142 S.
- Suurejüri peremees ('Der Bauer von Suurejüri'). Tallinn: Eesti Keele Sihtasutus 2006. 74 S.
- Rõõmuratas ('Das Freudenrad'). Tallinn: TEA 2007. 63 S.
- Väike valge ('Das kleine Weiße'). Tartu: Atlex 2008. 63 S.
- Koerliblikas ('Kleiner Fuchs'). Tallinn: TEA 2008. 110 S.
- Mängiks midagi ('Wollen wir was spielen'). Tallinn: Eesti Raamat 2009. 44 S.
- Kõne käändub kõveraks ('Die Rede krümmt sich'). Tallinn: TEA 2011. 60 S.
- Tuttuus tit ('Das funkelnagelneue Kind'). s. l.: Kentaur 2013. 30 S.
- Kolm leopardikutsut ('Drei Leopardenjunge'). Tallinn: Avita 2015. 45 S.

### Übersetzungen ins Deutsche
- 10 Kuchen. Gezeichnet von Viive Noor. Aus dem Estnischen von Haide Roodvee. Tallinn: Perioodika 1991. [24 S.]